# Ripacsok
A Ripacsok 1980-ban készült, 1981-ben bemutatott magyar film, Sándor Pál rendezésében.

## Történet
Mélyen tisztelt publikum, kéretik egy kis csend. Ki nem szökött meg eddig, most már maradjon is bent. Ülj közelébb a párodhoz, ez később fontos lesz. Hogy együtt tudjunk mulatni, a tudnivaló ez, csak ennyit kell, hogy megjegyezz: Egyedül nem megy, egyedül nem megy, egyedül nem megy, ha-ha-ha-ha...
Stock Ede és Salamon András két régi jó barát. Közös kabarészámukkal évek óta nagy sikert aratnak. András azonban váratlanul lecseréli Edét egy fiatal táncosnőre. Ezért a két barát ellenséggé válik.

## Szereplők
- Garas Dezső (Stock Ede)
- Kern András (Salamon András)
- Major Tamás (Dr. Molnár Géza, az elmeorvos)
- Udvaros Dorottya (Bogárka)
- Temessy Hédi (Róza)
- Margitai Ági (Klári, Ede felesége)
- Bárdy György (Hegyi Géza)
- Patkós Irma (Zsazsa, az öltöztetőnő)
- Pécsi Ildikó (Stern Anni, a zongoratanárnő)
- Bujtor István (Béla, a rendező)
- Kibédi Ervin (önmaga)
- Hlatky László (önmaga)
- Sztevanovity Zorán (önmaga)
- Kudlik Júlia (önmaga)
- Antal Imre (önmaga)
- Aradszky László (önmaga)
- Komár László (önmaga)
- Molnár István
- Máriáss Melinda (rendezőasszisztens)
- Máriáss József (Gyula)
- Gőz István (Klári szeretője)
- Máté Gábor (Józsi, a fiatal táncos)
- Almásy Albert Éva (pultosnő)

## Televíziós megjelenés
MTV-1 / TV-1 / M1, MTV-2 / TV-2 / M2, Duna TV, Szegedi VTV, Vásárhely TV, Miskolc TV, Baranya TV, TV2 (1. logó), Filmmúzeum, Eger VTV, Duna World, M3, M5, Magyar Mozi TV